# ポーター (DD-59)
|          |                                                                  |
| 艦歴     |                                                                  |
| 発注     | 1913年                                                           |
| 起工     | 1914年2月24日                                                    |
| 進水     | 1915年8月26日                                                    |
| 就役     | 1916年4月17日（海軍） 1925年2月20日（沿岸警備隊）                |
| 退役     | 1922年6月23日（海軍） 1933年6月5日（沿岸警備隊）                 |
| その後   | 1934年8月22日に売却                                              |
| 除籍     | 1934年7月5日                                                     |
| 性能諸元 |                                                                  |
| 排水量   | 1,205トン                                                        |
| 全長     | 315 ft 3 in (96.1 m)                                             |
| 全幅     | 29 ft 11 in (9.1 m)                                              |
| 吃水     | 9 ft 4 in (2.8 m)                                                |
| 機関     | ヤーロウ缶4基、カーチス式ギアードタービン2基、2軸推進、18,000shp |
| 最大速   | 29ノット (54 km/h)                                               |
| 乗員     | 士官、兵員133名                                                  |
| 兵装     | 4インチ砲4門 21インチ魚雷発射管8門                               |

ポーター (USS Porter, DD-59) は、アメリカ海軍の駆逐艦。タッカー級駆逐艦の一隻。艦名はデヴィッド・ディクソン・ポーター代将および彼の息子のデヴィッド・ディクソン・ポーター海軍大将に因む。その名を持つ艦としては2隻目。

## 艦歴
ポーターは1914年2月24日にペンシルベニア州フィラデルフィアのクランプ造船所で起工した。1915年8月26日にジョージアナ・ポーター・カサックスによって命名、進水し、1916年4月17日に艦長ワード・K・ウォートマン少佐の指揮下就役する。
カリブ海での整調後、ポーターは1917年4月24日に出航、アメリカ軍の最初のヨーロッパ派遣部隊を護衛する。5月4日にアイルランドのクイーンズタウンに到着、第一次世界大戦の間同地を拠点とし、アメリカからの船団が交戦地帯に入る前に合流、護衛を行った。多忙な任務が続く1918年4月28日、ポーターは船団を攻撃しようとしていたドイツの潜水艦U-108を攻撃、これを大きく損傷させた。6月14日以降はブレストを拠点とする。8月8日、他駆逐艦とともにドイツ潜水艦に撃沈されたフランス装甲巡洋艦「デュプティ・トゥアール」の生存者を救助。戦争が終わると本国へ帰還した。
第一次世界大戦後、ポーターは東海岸沖で作戦活動に従事し、1922年6月23日に退役した。1924年6月7日に沿岸警備隊へ移管され、ラム・パトロールの一隻として密造酒の取り締まりを行う。その後1933年6月30日に海軍に返却、ロンドン海軍軍縮条約に従って翌年廃棄処分となる。ポーターは1934年7月5日に除籍され、その鋼材は1934年8月22日に売却された。